# Chikka Dankankal, Gangawati
Chikka Dankankal là một làng thuộc tehsil Gangawati, huyện Koppal, bang Karnataka, Ấn Độ.